# Schule Grolland
Die Schule Grolland, heute eine Grundschule in Bremen-Huchting, Ortsteil Grolland, Brakkämpe 4, wurde 1951, die Turnhalle 1958 gebaut.
Die Gebäude stehen seit 2019 unter Bremischem Denkmalschutz.

## Geschichte
Als erste größere bremische Siedlung wurde in Grolland von 1935 bis 1940 „eine inszenierte Ländlichkeit“ mit 750 Siedlerstellen als Gartenstadt-Projekt nach den städtebaulichen Plänen von Friedrich Heuer erstellt. Eine provisorische Schulbaracke entstand und diente noch bis 1954 als Schule. Da keine Einigung über den Standort einer neuen Schule bestand, konnte vor dem Zweiten Weltkrieg nicht mehr mit einem Neubau begonnen werden.
Die Schule Grolland gehört deshalb zu den frühesten Schulneubauten der Nachkriegszeit in Bremen. Der eingeschossige verklinkerte Schulbau besteht aus einem Hauptgebäude und drei rechtwinklig dazu angeordneten Flügelbauten. Sie wurde im ersten Bauabschnitt von 1950 bis 1952 nach Plänen von Hans Krajewski und Hotzen vom Hochbauamt Bremen gebaut. Nach Feststellung des Landesamtes für Denkmalpflege Bremen „gehört [sie] zu den frühesten Nachkriegs-Neubauschulen Bremens und ist eine markante, relativ gut erhaltene Vertreterin des frühen Schultyps der Nachkriegszeit, der sog. Kammschule“.
Die ergänzende Turnhalle von 1958 wurde von Walter Wigger entworfen.
Die Schule Grolland war zunächst eine Grund- und Hauptschule. Nachdem das Schulzentrum in Huchting 1971 an der Delfterstraße seinen Betrieb aufnahm, wurde diese Schule eine Grund- und Sonderschule und später Förderschule.

## Grundschule Grolland
Die zweizügige inklusive Grundschule auf einem großen Außengelände hatte 2017/18 drei erste Klassen. Es wurden um 2020 ca. 200 Schüler der Klassen 1 bis 4 von 20 Lehrkräften und 15 weiteren pädagogischen und sozialen Fachkräften unterrichtet und betreut.
Eine Kita steht seit 2017 auf dem Schulgrundstück, zunächst in einem Containerbau und seit Mitte 2021 in einem Neubau.

## Ehemalige Schüler
Nach eigenen Angaben in der TV-Talkrunde Schulz & Böhmermann besuchte der deutsche Hochstapler Gert Postel die Schule.